# Ласкаво просимо до Донмакголь
Ласкаво просимо до Донмакголь (кор. 웰컴 투 동막골) — південнокорейський фільм 2005 року. Дебютний повнометражний фільм режисера Пак Кван Хьона, заснований на однойменній п'єсі драматурга Чан Чіна. На той час фільм став четвертим найуспішнішим фільмом Південної Кореї всіх часів, та висувався як кращий фільм іноземною мовою на 78-му премію Оскар.

## Сюжет
Корея 1950 рік, в країні триває повномасштабна війна. Американський літак падає у віддаленому районі в гористій місцевості, на диво пілот отримав лише невеликі ушкодження та був врятований мешканцями невеликого гірського села. В той же самий час союзники вдало висадившись в Інчхоні женуть північнокорейську армію на північ. Залишки однієї з частин при відступі потрапляють у засідку сил півдня, які знищують комуністів шквальним вогнем. Дивом врятуватися вдається лише трьом бійцям робітничої армії та офіцеру, які тікають високо в гори де один з них зривається в ущелину та гине. Командир з двома бійцями подолавши велику відстань, знесилені зупиняються на привал, та починають розмірковувати як діяти далі. Раптом біля них з'являється дивакувата дівчина з квіткою у волоссі, яка попереджає що тут сидіти не варто, бо в лісі багато змій і пропонує одвести їх до свого села. Того ж дня інший мешканець села зустрічає в лісі двох південнокорейський дезертирів, і також вирішує одвести їх до села.
Зустрівшись в одному селі троє комуністів та двоє дезертирів з півдня одразу хапаються за зброю, чим викликають величезне здивування селян. Виявляється що село настільки віддалене, що його мешканці навіть не здогадуються що у навколишньому світі йде війна, а частина селян настільки наївні що навіть не розуміють що то за палиці (гвинтівки) та що то за металеві кульки з чекою (гранати) чим погрожують дивні незнайомці один одному. Солдати всю ніч тримають на мушці один одного та не дозволяють селянам йти по домівках, але наступного дня втома бере своє. Дивакувата дівчина, підійшовши до північного корейця з гранатою з цікавості висмикує чеку, військові одразу падають але граната не вибухає. Південнокорейський солдат піднімає гранату та жбурляє її геть, але та закотившись під один з будинків — вибухає. Коли розсіявся дим з'ясовується що вибух зруйнував амбар де зберігалося майже все продовольство селян. Зрозумівши що залишили селян майже без їжі напередодні зими, троє комуністів та двоє дезертирів вирішують тимчасово примиритися та допомогти селянам зібрати припаси на зиму. Спільна праця остаточно примирила ворогів, що вони навіть почали замислюватися над тим щоб залишитися назавжди в селі, але війна наздогнала їх і тут. Командування союзників втративши декілька літаків у гористому районі, вважає що у важкодоступній місцевості засів загін добре озброєних комуністів які збивають літаки. Щоб знищити диверсантів та спробувати знайти льотчика Сміта літак якого розбився раніше, командування направляє загін відбірних десантників яких попереджають що якщо вони не виконають завдання за добу, авіація здійснить коврове бомбардування цієї місцевості.

## Головні ролі

### Північнокорейські військові
- Чон Че Йон[en] — у ролі лейтенанта Лі Су Хва.
- Ім Ха Рьон[en] — у ролі сержанта Чан Йон Хия.
- Рю Док Хван[en] — у ролі рядового Со Тек Кі

### Південнокорейські військові
- Сін Ха Кюн — у ролі Пхьо Хон Чхоля.
- Со Че Кьон[ko] — у ролі рядового Мун Сан Сана.
- Стів Тешлер — у ролі американського пілота Сміта.

### Селяни
- Кан Хє Чон[en] — у ролі сільської дурочки Йо Іль.

## Нагороди
| Рік  | Нагорода                          | Категорія                               | Отримувач                        | Результат | Примітки |
| ---- | --------------------------------- | --------------------------------------- | -------------------------------- | --------- | -------- |
| 2005 | 26-та Кінопремія Блакитний дракон | Кращий актор другого плану              | Ім Ха Рьон                       | Перемога  | [ 5 ]    |
| 2005 | 26-та Кінопремія Блакитний дракон | Краща акторка другого плану             | Кан Хє Чон                       | Перемога  | [ 5 ]    |
| 2005 | 26-та Кінопремія Блакитний дракон | Найпопулярніший фільм (вибір аудиторії) | «Ласкаво просимо до Донмакголь»  | Перемога  | [ 5 ]    |
| 2005 | 4-та Корейська кінопремія         | Кращий фільм                            | «Ласкаво просимо до Донмакголь»  | Перемога  |          |
| 2005 | 4-та Корейська кінопремія         | Кращий новий режисер                    | Пак Кван Хьон                    | Перемога  |          |
| 2005 | 4-та Корейська кінопремія         | Кращий режисер                          | Пак Кван Хьон                    | Перемога  |          |
| 2005 | 4-та Корейська кінопремія         | Краща акторка другого плану             | Кан Хє Чон                       | Перемога  |          |
| 2005 | 4-та Корейська кінопремія         | Кращий сценарій                         | Чан Чін, Пак Кван Хьон, Кім Джун | Перемога  |          |
| 2005 | 4-та Корейська кінопремія         | Краща музика                            | Хісайсі Дзьо                     | Перемога  |          |
| 2005 | 8-ма Режисерська премія           | Кращий актор                            | Чон Че Йон                       | Перемога  |          |
| 2006 | 43-тя Кінопремія Великий дзвін    | Краща акторка другого плану             | Кан Хє Чон                       | Перемога  | [ 6 ]    |